# Oxira cingulata
Oxira cingulata är en fjärilsart som beskrevs av Edward Alfred Cockayne 1946. Oxira cingulata ingår i släktet Oxira och familjen nattflyn. Inga underarter finns listade i Catalogue of Life.